# Marxist Coordination Committee
Marxist Coordination Committee (MCC) ist eine kleine marxistische Partei im Kohlerevier um die Stadt Dhanbad im indischen Bundesstaat Jharkhand.

## Parteigeschichte
Der spätere Parteiführer von MCC, A. K. Roy, war ursprünglich als Chemieingenieur in der Schwerindustrie von Jharkhand tätig. Er wurde entlassen, nachdem er einen Arbeiterstreik 1966/67 unterstützt hatte, und schloss sich anschließend zunächst der Kommunistischen Partei (Marxisten) (CPI(M)) an. 
Roy gehörte Anfang der 1970er Jahre zusammen mit Binod Bihari Mahato und Shibu Soren zu den Gründern der Jharkhand Mukti Morcha (JMM), einer politischen Partei, die die Bildung eines eigenen Bundesstaats Jharkhand forderte (Jharkhand war bis zum Jahr 2000 Teil von Bihar). JMM war anfänglich ideologisch stark marxistisch geprägt, von maoistischen Ideen inspiriert und agititierte nicht immer gewaltfrei gegen widerrechtliche Landenteignungen, vor allem von Adivasi-Bauern, sowie für eine Verbesserung der Arbeitsbedingungen der Industriearbeiterschaft. Nachdem Roy 1973 wegen ideologischer Differenzen aus der CPI(M) ausgeschlossen wurde, gründete er eine eigene Partei, Janwadi Kisan Sangram Samiti („Demokratische Vereinigung für die Verbesserung der Lebensverhältnisse der Bauern“), später Marxist Coordination Committee (MCC), die zunächst mit JMM eng assoziiert war, jedoch organisatorisch getrennt blieb. In den 1980er Jahren zerfiel die Allianz zwischen JMM und den marxistischen bzw. kommunistischen Gruppen. Bei den gesamtindischen Parlamentswahlen 1977, 1980 sowie 1989 wurde Roy zunächst als formell unabhängiger, später als MCC-Kandidat im Wahlkreis 47-Dhanbad in die Lok Sabha gewählt.
Seit 1989 hat die Partei den Wahlkreis 47-Dhanbad in Jharkhand nicht mehr gewinnen können. Bei der gesamtindischen Parlamentswahl 2014 erhielt sie 110.185 Stimmen, was 0,8 % aller in Jharkhand abgegebenen Stimmen entsprach. Bei den drei Wahlen zum Parlament des 2000 neu gegründeten Bundesstaats Jharkhand 2005, 2009 und 2014 konnte die Partei jeweils knapp über 100.000 Stimmen und 2009 und 2014 den Wahlkreis 39-Nirsa gewinnen, zuletzt allerdings nur sehr knapp gegenüber dem Kandidaten der BJP. Bei der Wahl in Jharkhand 2019 war die Partei nicht mehr erfolgreich. Die längerfristigen politischen Perspektiven der Partei werden daher als begrenzt eingeschätzt.